# چه یونگ این
چه یونگ این (کره‌ای: 채영인؛ زادهٔ به یونگ سون در ۲۸ اوت ۱۹۸۲) بازیگر و خواننده اهل کره جنوبی است. از فیلم‌ها یا برنامه‌های تلویزیونی که وی در آن نقش داشته است می‌توان به عدد کامل و وسوسه همسر اشاره کرد.

## فیلم‌شناسی

### فیلم
| سال  | عنوان    | نقش         | منابع |
| ---- | -------- | ----------- | ----- |
| ۲۰۱۲ | عدد کامل | استاد غواصی |       |

### مجموعه تلویزیونی
| سال       | عنوان                     | نقش          | منابع                |
| --------- | ------------------------- | ------------ | -------------------- |
| ۲۰۰۲–۲۰۰۳ | دوره طلایی مِنگ            | هیون سو      |                      |
| ۲۰۰۳      | دامو                      | جو نان هی    |                      |
| ۲۰۰۴      | بی‌وقفه ۵                  |              |                      |
| ۲۰۰۷      | مسابقه عشق                | دو سه را     | [ ۸ ]                |
| ۲۰۰۸      | من خوشحالم                | جی سوک       |                      |
| ۲۰۰۸–۲۰۰۹ | وسوسه همسر                | مین سو هی    | [ ۵ ]                |
| ۲۰۰۸–۲۰۰۹ | وحشت                      | جو مین جی    | [ ۶ ]                |
| ۲۰۱۰      | از آسمان ستاره فرو می‌ریزد | جانگ جه یونگ | [ ۹ ] [ ۱۰ ]         |
| ۲۰۱۱–۲۰۱۲ | زندگی در استایل           | چوی سو هیونگ | [ ۱۱ ] [ ۱۲ ] [ ۱۳ ] |
| ۲۰۱۲      | دختر درخشان               | سو یون هی    | [ ۱۴ ] [ ۱۵ ] [ ۱۶ ] |

## جوایز و نامزدی‌ها
| سال  | مراسم جوایز         | دسته             | نامزد / اثر | نتیجه | منابع         |
| ---- | ------------------- | ---------------- | ----------- | ----- | ------------- |
| ۲۰۰۸ | جوایز درامای اس‌بی‌اس | جایزه ستاره جدید | وسوسه همسر  | برنده | [ ۱۷ ] [ ۱۸ ] |